# Zack Fair
Zack Fair (jap. ザックス・フェア Zakkusu Fea) – główny bohater jRPG firmy Square Enix - Crisis Core: Final Fantasy VII, oraz niegrywalna postać z Final Fantasy VII.
Zack jest żołnierzem 2 stopnia w jednostce SOLDIER. Jego marzeniem jest dołączenie do elitarnego grona żołnierzy 1 stopnia (Sephiroth, Angeal, Genesis) co po pewnym czasie mu się udaje, a w trakcie swoich przygód poznaje swojego najlepszego przyjaciela Clouda (głównego bohatera Final Fantasy VII), oraz zakochuje się w dziewczynie, której pomaga zostać kwiaciarką Aerith. Później, podczas misji w Nibelheim Zack zostaje ciężko ranny w walce z rozwścieczonym Sephirothem. Zack oraz Cloud zostają uratowani przez Shinra i następnie są utrzymywaniu przy życiu przez eksperyment szalonego naukowca pracującego dla tej korporacji - Hojo. Po czterech latach spędzonych w laboratorium, gdy nadarza się ku temu okazja, Zack wraz z mocno osłabionym Cloudem uciekają i udają się w drogę do Midgaru, w którym chcą odnaleźć Aerith. W trakcie swej podróży są śledzeni przez żołnierzy ubranych w mundury Shinra, którzy w końcu atakują i zabijają Zacka, broniącego swojego przyjaciela.